# ブイヨン (ベルギー)
ブイヨン（仏: Bouillon）は、ベルギー・ワロン地域リュクサンブール州に位置する基礎自治体。面積は149.09平方キロメートル、2012年1月の人口は5,427人。

## 歴史
中世、ブイヨンは10世紀から11世紀にかけてアルデンヌ家の家長を輩出した下ロタリンギア公の支配下にあった。11世紀には、周辺地域での様々な位と共に爵位を持っていた。ブイヨンは爵位が作られる場所であり、その保持に関して地域では専有的な地位を占めていた。

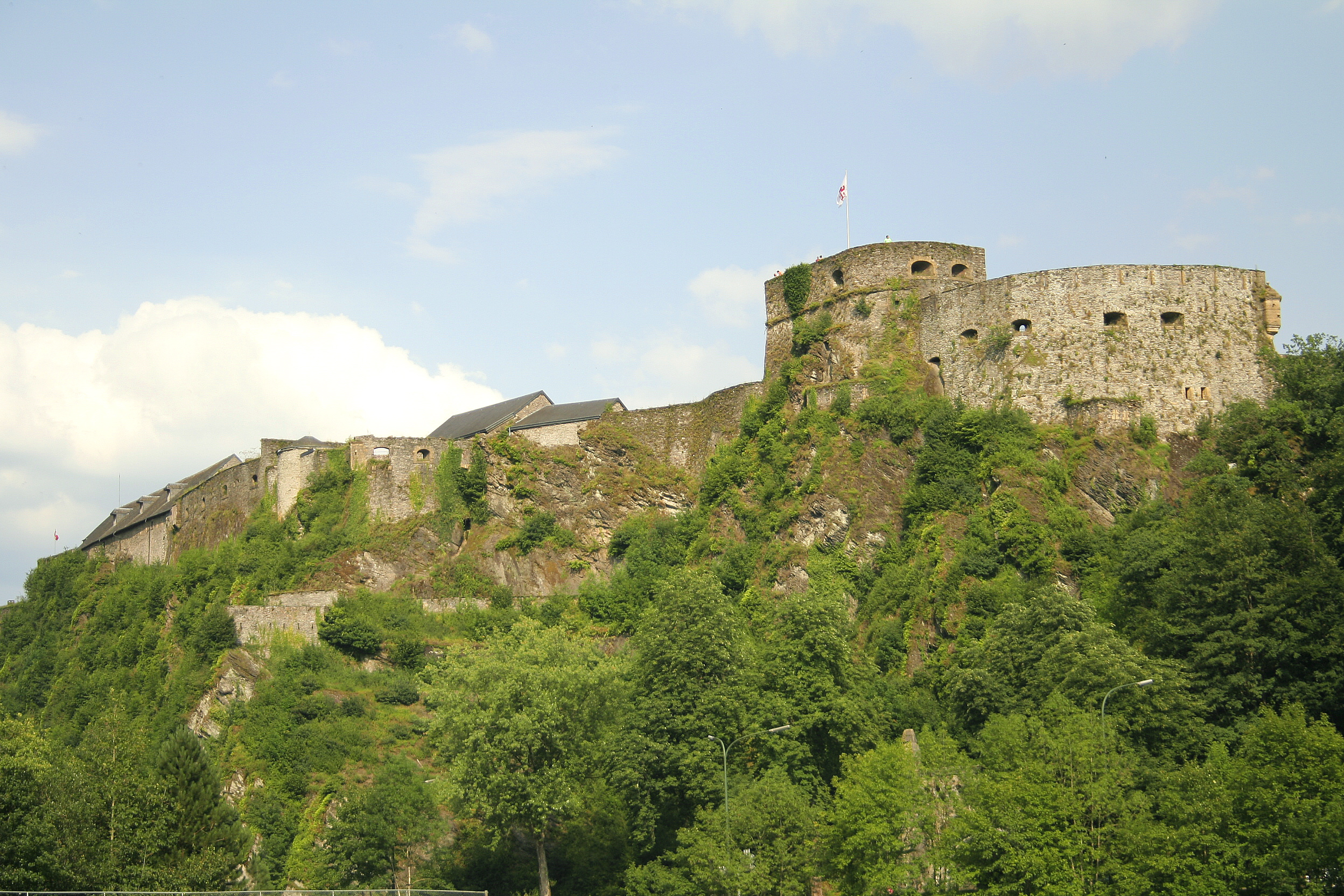
西側から望むブイヨン城（13世紀 - 19世紀）

ブイヨンは家であったと言う誤解がしばしば見られる。ブイヨン卿が爵位を持っていた時代はあったが、ブイヨンは家ではなかった。ブイヨン城の砦は、ヴェルダン伯のそれと同様、アルデンヌ家の存続の中核の一つであり、その繋がった領地はレーエンや私有地等と言った、相続権の複雑な問題を下ロタリンギア公に付き纏わせた。その例としては、サン・テュベールの私有相続に関する問題があり、これは結局、ゴドフロワ2世の継承がリエージュ大司教によって認められた。

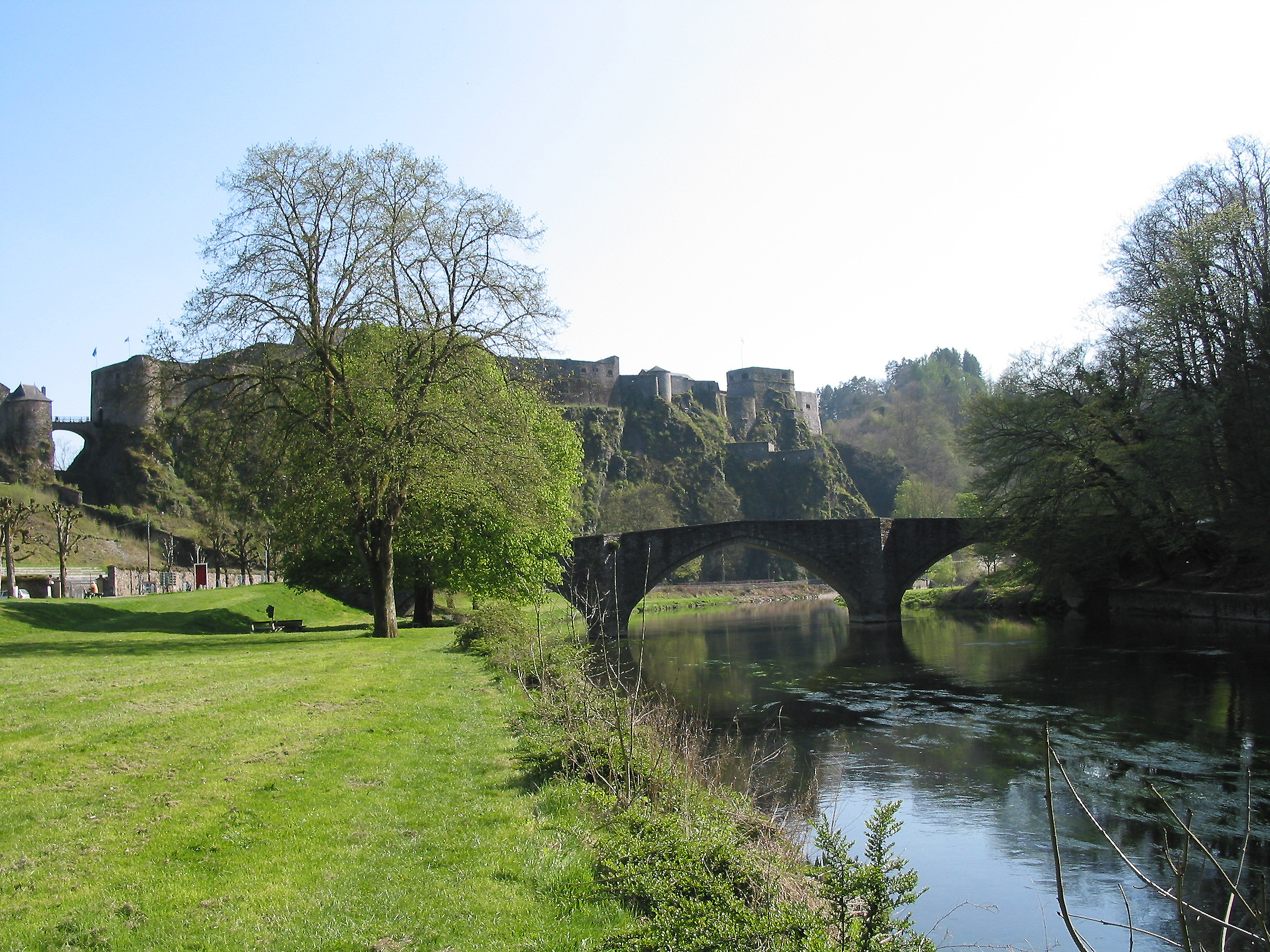
スモワ川と城

ブイヨン卿で最も著名なのはゴドフロワ・ド・ブイヨンであり、彼は第1回十字軍の指導者として活躍した。彼はブイヨン城をリエージュ大司教に売り払い、大司教は自らをブイヨン公と名乗った。1678年にフランス軍によって包囲されると、ラ・トゥール・ドーヴェルニュ家の名を与えられ、公爵領の中心地として発展していった。この公爵領はセバスティアン・ル・プレストル・ド・ヴォーバンによって「アルデンヌの鍵」と称される程、戦略的に重要な位置にあった。それはオランジュ公国やモナコ公国のように半独立の保護国であった、1795年まで続き、その年に共和軍がこの地をフランスに編入した。

## 現在

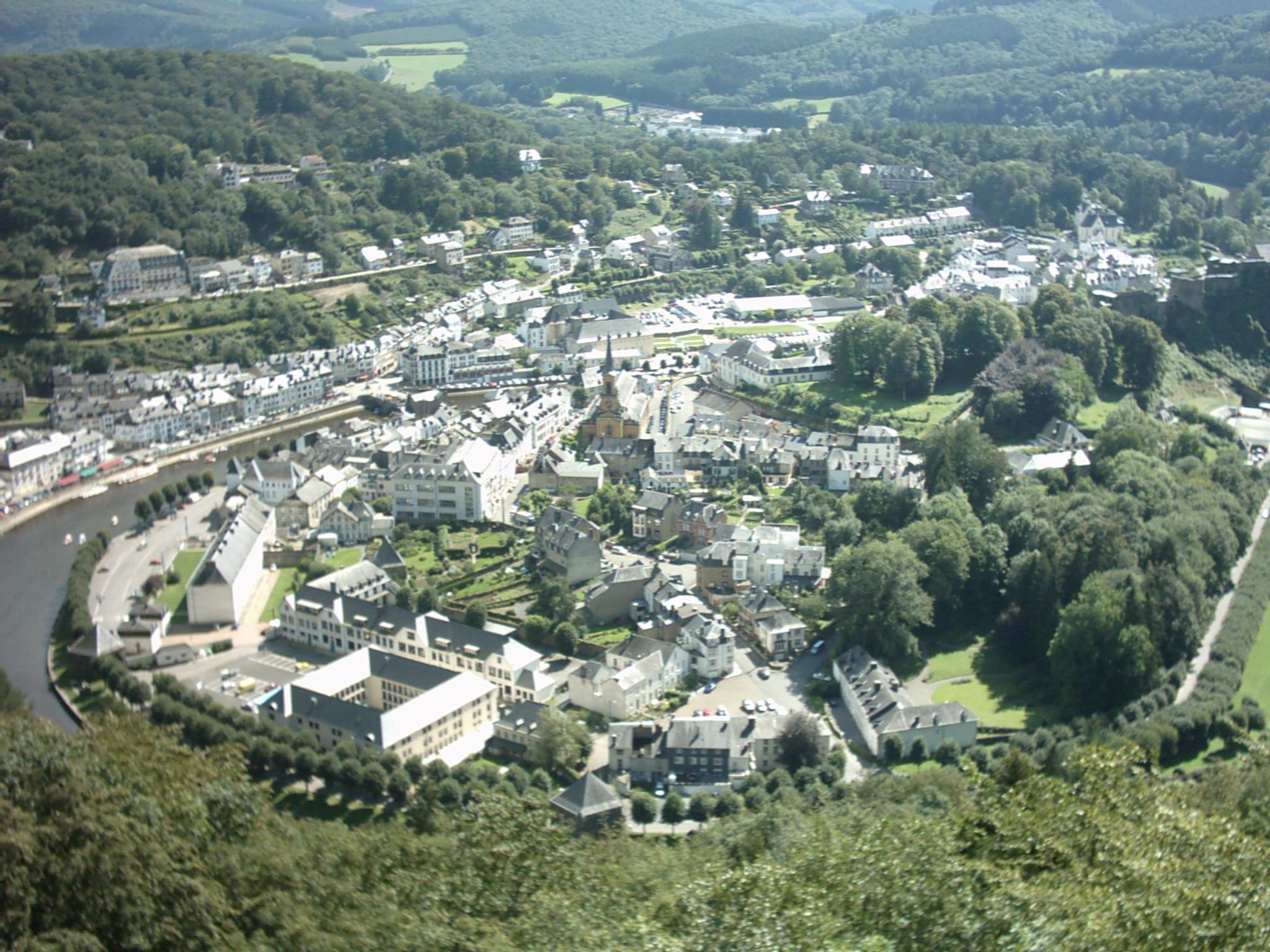
概観

ブイヨンにはリセとギムナジウムを始めとする学校や銀行、広場が存在している。
市はスモワ川の湾曲する畔に位置しており、周辺は森に覆われている。
ブイヨン城は市の中心に今でもあり、観光客の目的地となっている。

## 人口
| 年   | 人口                         | 面積       | 人口密度  |
| ---- | ---------------------------- | ---------- | --------- |
| 2002 | 5,393 (男2,649人、女2,744人) | 148.94 km² | 36.21/km² |

## 著名人
- レオン・デュグレール（英語版）